# Mauro Francaviglia
Mauro Francaviglia (Torino, 22 giugno 1953 – Arcavacata, 24 giugno 2013) è stato un matematico e fisico italiano.
Ordinario di fisica matematica all'Università di Torino, si è occupato, in particolare, di metodi analitici e geometrici applicati alla meccanica, alla fisica e, soprattutto, alla relatività generale.

## Biografia e carriera
Conseguito il diploma di maturità scientifica a Torino nel 1971, si laurea in matematica con lode e menzione onorevole il 9 luglio 1975, sotto la guida di Dionigi Galletto, presso l'Istituto di Matematica dell'Università di Torino. Dal 1974 al 1978, ha usufruito di una borsa di studio del CNR, mentre, dal 1978 al 1980, è stato assistente di ruolo, con incarico di insegnamento, presso l'Università di Torino. Vinto, nel 1980 (all'età di 27 anni), un concorso a cattedra, nel 1981 è ordinario di fisica matematica.
Oltre ai molti studi e contributi di ricerca, Francaviglia ha svolto pure un'intensa, profonda ed ampia attività di organizzazione e coordinamento dell'insegnamento e della ricerca, sia in Italia che all'estero, in geometria, meccanica superiore e fisica matematica, relativamente alla rinomata scuola torinese di fisica matematica che, erede dell'illustre tradizione storica in questa disciplina, ha visto operare negli anni, presso l'Istituto di Fisica Matematica Joseph-Louis Lagrange dell'Università di Torino, numerosi, eminenti studiosi e ricercatori, fra i quali Cataldo Agostinelli, Bruno Barberis, Sergio Benenti, Tommaso Boggio, Manuelita Bonadies, Paolo Cermelli, Lorenzo Fatibene, Marco Ferraris, Dionigi Galletto, Letterio Gatto, Marco Godina, Guido Magnano, Marcella Palese, Franco Pastrone, Giovanni Rastelli, Alessandro Spallicci, Maria Luisa Tonon, Ekkehart Winterroth, Tino Zeuli.
Gli ultimi anni della sua vita, li ha trascorsi, a partire dal 2002, all'Università della Calabria, presso Arcavacata di Rende.

## Attività scientifica e di ricerca
I suoi studi e le sue ricerche iniziali hanno riguardato la meccanica classica nei suoi rapporti con la geometria differenziale, la cosmologia relativistica e, soprattutto, i metodi geometrici della fisica, in particolare della relatività generale, quest'ultimi interessi poi estesi alla teoria classica dei campi e i suoi metodi matematici, portando, assieme ai suoi allievi e collaboratori, notevoli contributi agli aspetti variazionali, le leggi di conservazione e le simmetrie della teoria dei campi.
Successivamente, si è occupato di teorie unitarie dei campi, di quantizzazione geometrica, degli aspetti geometrici della termodinamica dei mezzi continui, quindi delle teorie di gauge e le loro formulazioni geometriche, con risultati innovativi soprattutto in quest'ultimo ambito.
Autore di numerosi articoli scientifici, di diverse monografie e di vari capitoli e voci in enciclopedie, collectanee e curatele, editore-curatore di atti di congressi e conferenze nazionali ed internazionali, nonché direttore di corsi e più volte relatore presso il Centro internazionale matematico estivo (CIME) e altre scuole estive nazionali ed estere, è stato uno dei fondatori della Società italiana di relatività generale e fisica della gravitazione (SIGRAV), della quale è stato presidente nei mandati 1992-1996 e 2008-2012, nonché membro del Gruppo Nazionale per la Fisica Matematica (GNFM) del CNR, del cui consiglio scientifico ha fatto parte negli anni 1980-1996. 
Membro della International Society on General Relativity and Gravitation, del cui comitato scientifico ha fatto parte negli anni 1986-1995, è stato altresì Managing Editor dell'International Journal of Geometric Methods in Modern Physics ed Associate Editor del Journal of General Relativity and Gravitation. Ha coordinato e diretto molti progetti di ricerca sia a livello nazionale che internazionale, stabilendo numerose collaborazioni italiane e straniere.
Infine, si è dedicato pure alla matematica ricreativa (in particolare, ai rapporti sia tecnici che storici fra arte e matematica) ed alla didattica della matematica e la sua divulgazione multimediale.

## Alcuni lavori
- "Remarks Concerning the Solution of the Equations of Quantum Geometrodynamics by Successive Approximations" (con D. Christodoulou), Journal of General Relativity and Gravitation, 8 (2) (1977) pp. 115-127.
- "A Geometric Approach to Dirac's Constraints of Quantum Gravitation" (con D. Christodoulou), Atti dell'Accademia delle Scienze di Torino, 110 (1976) pp. 379-386.
- "Applications of Infinite Dimensional Differential Geometry to General Relativity", Rivista del Nuovo Cimento, 1 (7) (1978) pp. 1-54.
- "Isoareal Transformations of Kerr-Newmann Black Holes" (con A. Curir), Acta Physica Polonica, B9 (1) (1978) pp. 1-10.
- "Vector Potential Hamiltonian Formulation of the General Relativistic Perfect Fluid" (con I.M. Khalatnikov), Journal of Geophysical and Astrophysical Fluid Dynamics, 11 (1978) pp. 223-231.
- "Cauchy Data on a Manifold" (con Y. Choquet-Bruhat e D. Christodoulou), Annales de l'Institut H. Poincaré, XXIX (3) (1978) pp. 241-255.
- "Remarks on certain Separability Structures and their Applications to General Relativity" (con S. Benenti), Journal of General Relativity and Gravitation, 10 (1979) pp. 79-92.
- "General Relativity as a Generalized Hamiltonian System" (con D. Christodoulou e W.M. Tulczyjew), Journal of General Relativity and Gravitation, 10 (1979) pp. 567-579.
- "Integrability Conditions for a Gravitational Theory with Non-metric Connection" (con J. Kijowski), Journal of General Relativity and Gravitation, 12 (4) (1980) pp. 279-286.
- "Variational Formulation of General Relativity from 1915 to 1925. "Palatini's Method" Discovered by Einstein in 1925" (con M. Ferraris e C. Reina), Journal of General Relativity and Gravitation, 14 (3) (1982) pp. 243-254.
- "The Hamiltonian Formalism in Higher-Order Variational Problems" (con D. Krupka), Annales de l'Institut Henri Poincaré, XXXVII (3) (1982) pp. 295-315.
- "A Constructive Approach to Bundles of Geometric Objects on a Differentiable Manifold" (con M. Ferraris e C. Reina), Journal of Mathematical Physics, 24 (1) (1983) pp. 120-142.
- "Energy-Momentum Tensors and Stress Tensors in Geometric Field Theories" (con M. Ferraris), Journal of Mathematical Physics, 26 (6) (1985) pp. 1243-1252.
- "Nonlinear Gravitational Lagrangians" (con G. Magnano e M. Ferraris), Journal of General Relativity and Gravitation, 19 (5) (1987) pp. 465-479.
- "Intrinsic ADM Formalism for Generally Covariant (Higher-Order) Field Theories" (con M. Ferraris), Atti del Seminario Matematico dell'Università di Modena, XXXVI (1989) pp. 61-78.
- "Legendre Transformation and Dynamical Structure of Higher-Derivative Gravity" (con G. Magnano e M. Ferraris), Classical and Quantum Gravity, 7 (1990) pp. 557-570.
- "Covariant First-Order Lagrangians, Energy-Density and Superpotentials in General Relativity" (con M. Ferraris), Journal of General Relativity and Gravitation, 22 (9) (1990) pp. 965-985.
- "Conservation Laws in General Relativity" (con M. Ferraris), Classical and Quantum Gravity, 9 (Supplement) (1992) pp. S79-S95.
- "Covariant ADM Formulation Applied to General Relativity" (con M. Ferraris e I. Sinicco), Nuovo Cimento B, 107 (1993) pp. 1303-1311.
- "Nöther Formalism for Conserved Quantities in Classical Gauge Field Theories" (con L. Fatibene e M. Ferraris), Journal of Mathematical Physics, 35 (4) (1994) pp. 1644-1657.
- "Gauge Formalism for General Relativity and Fermionic Matter" (con L. Fatibene, M. Ferraris e M. Godina), Journal of General Relativity and Gravitation, 30 (9) (1998) pp. 1371-1389.
- "Remarks on Noether Charges and Black Holes Entropy" (con L. Fatibene, M. Ferraris e M. Raiteri), Annals of Physics, 275 (1999) pp. 27-53.
- "Two-spinor Formulation of First Order Gravity coupled to Dirac Fields" (con M. Godina, P. Matteucci e L. Fatibene), Journal of General Relativity and Gravitation, 32 (1) (2000) pp. 145-159.
- "Conservation Laws and Variational Sequences in Gauge-Natural Theories" (con L. Fatibene e M. Palese), Mathematical Proceedings of the Cambridge Philosophical Society, 130 (2001) pp. 555-569.
- "Generalized Symmetries in Mechanics and Field Theory" (con L. Fatibene e R. MacLenaghan), Journal of Mathematical Physics, 43 (6) (2002) pp. 3147-3161.
- "Gauge-Natural Structure of Spin Bundles" (con L. Fatibene e M. Godina), Selected Topics in Geometry and Mathematical Physics, 1 (2002) pp. 121-159.
- "On the Gauge-Natural Structure of Modern Physics" (con L. Fatibene e M. Ferraris), International Journal of Geometric Methods in Modern Physics, 1 (4) (2004) pp. 443-466.
- "Covariant Formulation of Chern-Simons Theories" (con L. Fatibene e S. Mercadante), International Journal of Geometric Methods in Modern Physics, 2 (5) (2005) pp. 993-1008.
- "Conformal Aspects of the Palatini Approach in Extended Theories of Gravity" (con G. Allemandi, M. Capone e S. Capozziello), Journal of General Relativity and Gravitation, 38 (1) (2006) pp. 33-60.
- "Thermodynamics of Mixtures as a Problem with Internal Variables. The General Theory" (con A. Palumbo e P. Rogolino)), Journal of Nonequilibrium Thermodynamics, 31 (4) (2006) pp. 419-429.
- "Topology Change and Signature Change in Non-Linear First-Order Gravity" (con A. Borowiec e I. Volovich), International Journal of Geometric Methods in Modern Physics, 4 (4) (2007) pp. 647-667.
- "Geometric Entropy of Self-Gravitating Systems" (con L. Fatibene, M. Ferraris e S. Mercadante), Entropy, 9 (4) (2007) pp. 169-185.
- "On a Covariant Formulation of the Barbero-Immirzi Connection" (con L. Fatibene e C. Rovelli), Classical and Quantum Gravity, 24 (2007) pp. 3055-3066.
- "Spacetime Lagrangian Formulation of Barbero-Immirzi Gravity" (con L. Fatibene e C. Rovelli), Classical and Quantum Gravity, 24 (2007) pp. 4207-4217.
- "Higher-Order Gravity and the Cosmological Background of Gravitational Waves" (con S. Capozziello e M.F. Delaurentis), Astroparticle Physics, 29 (2008) pp. 125-129.
- "Extended Theories of Gravity and their Cosmological and Astrophysical Applications" (con S. Capozziello), Journal of General Relativity and Gravitation, 40 (2-3) (2008) pp. 357-420.
- "Canonical Connections in Gauge-Natural Field Theories" (con M. Ferraris, M. Palese ed E. Winterroth), International Journal on Geometric Methods in Modern Physics, 5 (6) (2008) pp. 973-988.
- "Constitutive Equations for Internal Variables Thermodynamics of Suspensions" (con A. Palumbo e P. Rogolino), Journal of Nonequilibrium Thermodynamics, 34 (1) (2009) pp. 47-60.

## Alcune opere
- Lezioni di Meccanica Razionale per i Corsi di Laurea in Fisica e Matematica, Vol. I, II, CUSL ”P.G. Frassati“, Torino, 1983.
- (EN) Elements of Differential and Riemannian Geometry, Monographs and Textbooks in Physical Sciences – Lecture Notes, Volume No. 4 (Proceedings of the Summer School on "Geometrical Methods in Theoretical Physics", Ferrara, 1987), Bibliopolis, Napoli, 1988.
- (EN) Relativistic Theories (The Variational Formulation), XIII Scuola Estiva di Fisica Matematica, Ravello, 1988, Quaderni del CNR – Gruppo Nazionale per la Fisica Matematica (GNFM), Roma, 1991.
- (EN)  (Edited by), Mechanics, Analysis and Geometry: 200 Years after Lagrange, North-Holland/Elsevier Science Publishers B.V., Amsterdam, NL, 1991.
- (EN)  (with K.B. Marathe and G. Martucci), Gauge Theory, Geometry and Topology, Conferenze del Seminario di Matematica dell'Università di Bari, Dipartimento di Matematica, Quaderno N. 262, Aracne Editrice, Roma, 1995.
- (EN) (with L. Fatibene), Natural and Gauge-Natural Formalism for Classical Field Theories. A Geometric Perspective including Spinors and Gauge Theories, Kluwer Academic Publishers, Dordrecht, NL, 2003.
- Più veloce della luce. Visualizzare lo spazio-tempo relativistico (con M.G. Lorenzi e L. Fatibene), Centro Editoriale e Librario dell'Università della Calabria, Cosenza, 2007.